# 온 어 클리어 데이 유 캔 씨 포에버
온 어 클리어 데이 유 캔 씨 포에버(On A Clear Day You Can See Forever)는 미국에서 제작된 빈센트 미넬리 감독의 1970년 영화이다. 바브라 스트라이샌드 등이 주연으로 출연하였고 하워드 W. 코치 등이 제작에 참여하였다.

## 출연

### 주연
- 바브라 스트라이샌드
- 이브 몽땅

### 조연
- 밥 뉴하트
- 래리 블리든
- 시몬 오클랜드
- 잭 니콜슨
- 존 리처드슨
- 파멜라 브라운
- 아이린 핸들
- 로이 키니어
- 피터 크로크로프트
- 바이런 웹스터
- 마벨 알버트슨
- 로리 메인
- 커밋 머독
- 일레인 기프토스
- 존 르 메주리어
- 레온 아메스
- 조지 N. 네이즈
- 토니 콜티
- 제니 베를린
- 피오나 커즌
- 리차드 키엘
- 주디스 로리

## 제작진
- 원작자: 앨런 제이 레너
- 미술: 존 디커